# Anna Faroe
Anna Nygaard, född 1 augusti 1991, mer känd under sitt artistnamn Anna Faroe, är en färöisk sångerska. 

## Karriär
Anna Faroe föddes och växte upp på Färöarna men flyttade till Köpenhamn i Danmark under sommaren 2009. Hon blev känd år 2010 då hon slutade på femte plats i den tredje säsongen av den danska versionen av The X Factor.
Anna Faroes debutsingel "Walking On Fire" släpptes den 3 maj 2010. Den debuterade på tjugonionde plats på den danska singellistan den 14 maj. Den 31 maj 2010 släppte hon sitt debutalbum Because I Want To. Det debuterade på elfte plats på den danska albumlistan den 11 juni, tog sig upp till nionde plats den andra veckan och låg kvar på listan i totalt sju veckor. Hennes andra singel blev "I Got This" som släpptes den 28 juni.

## Diskografi

### Album
- 2010 - Because I Want To

### Singlar
- 2010 - "Walking On Fire"
- 2010 - "I Got This"